# Bert Weedon
Herbert Maurice William 'Bert' Weedon (10 de mayo de 1920 – 20 de abril de 2012) fue un guitarrista inglés cuyo estilo fue muy popular e influyente durante las décadas de 1950 y 60. Fue el primer guitarrista británico en tener un éxito en la lista UK Singles Chart, en 1959, y sus libros tutoriales, Play in a Day, alcanzaron enormes ventas, siendo muchos los músicos británicos que se iniciaron en la guitarra siguiendo las instrucciones de Weedon. Entre ellos figuran artistas de la talla de Eric Clapton, Brian May, Paul McCartney, George Harrison, John Lennon, Dave Davies, Keith Richards, Pete Townshend, Tony Iommi y Jimmy Page. En 2001 fue condecorado con la Orden del Imperio Británico por sus "servicios a la industria musical".

## Biografía
Weedon nació en East Ham, Londres. Comenzó a aprender guitarra clásica a la edad de doce años, decidido a convertirse en músico profesional. Durante su adolescencia, en los años 30, formó parte de diferentes bandas, como the Blue Cumberland Rhythm Boys y Bert Weedon and His Harlem Hotshots, antes de hacer su debut en solitario con una actuación en el ayuntamiento de East Ham town en 1939. Trabajó después con destacados artistas como Stephane Grappelli y George Shearing, y actuó con varias grandes bandas y orquestas, incluidas las de Ted Heath y Mantovani.
En los años 50 se unió a la BBC Show Band dirigida por Cyril Stapleton, donde comenzó a destacar como guitarra solista. También trabajó como músico de sesión para multitud de artistas, como Adam Faith, Billy Fury o Tommy Steele y como acompañante de artistas americanos durante sus presentaciones en el Reino Unido, como con Frank Sinatra, Judy Garland y Nat King Cole. Se estima que Weedon intervino en más de 5.000 espectáculos de la BBC radio. También participó regularmente en programas infantiles de televisión. En 1959, Top Rank Records le brindó la posibilidad de grabar un disco en solitario. Guitar Boogie Shuffle fue lanzado con gran éxito ese mismo año convirtiéndose de esta manera en el primer guitarrista británico en lograr entrar en la lista UK Singles Chart. Weedon es citado frecuentemente como influencia por muchos artistas, incluidos Eric Clapton, Brian May, Paul McCartney, George Harrison, John Lennon, Pete Townshend, Keith Richards, Sting, Hank Marvin, Robert Smith, Mike Oldfield, Mark Knopfler y Jimmy Page.
Al margen de sus éxitos discográficos y sus apariciones en radio y televisión en una época crucial para la historia de la música moderna, su mayor contribución a esta fue el libro tutorial Play in a Day, publicado por primera vez en 1957, con el que muchos de los más importantes guitarristas británicos de la década de los 60 aprendieron a tocar la guitarra y que en su momento llegó a vender más de un millón de copias. Incluso llegó a publicar una segunda versión titulada Play Every Day. Su forma de tocar se centró tanto en el ritmo como en la melodía y recibió mucha influencia de los músicos de jazz de los años 50, especialmente de Les Paul. Weedon puso mucho énfasis en el  control del tono, quiso hacer de la guitarra el instrumento central de su música. Su estilo fue popularizado posteriormente por the Shadows, especialmente por Hank Marvin. The Bonzo Dog Band mencionan a Weedon en su canción "We are Normal" del álbum, The Doughnut in Granny's Greenhouse (1969).En noviembre de 1976, Weedon llegó al número 1 de la lista UK Albums Chart con 22 Golden Guitar Greats, un álbum recopilatorio de solos de guitarra publicado por Warwick Records.
Paul McCartney comentó en una ocasión: "George y yo aprendimos juntos de los libros de Bert Weedon." Eric Clapton dijo, "No habría sentido la necesidad de seguir adelante si no hubiera sido por los consejos y el estímulo que el libro de Bert me brindó. Nunca he conocido a un guitarrista que no diga lo mismo." Brian May  también comentó sobre Weedon: "No hay guitarrista de mi generación en el Reino Unido que no tenga una enrome deuda de gratitud hacia él."

## Vida personal
Casado con Maggie Weedon, tuvieron dos hijos, Lionel and Geoffrey y ocho nietos. Como miembro de la Gran Orden de los Water Rat, estuvo involucrado en numerosas obras de caridad así como en la captación de fondos, especialmente para proyectos de ayuda a los niños, siendo distinguido como King Rat en 1992. Fue también condecorado como miembro de la Orden del Imperio Británico en 2001 por sus contribuciones a la música. Weedon falleció el 20 de abril de 2012, tras una larga enfermedad.

## Discografía

### Sencillos en listas
| 1959 | "Guitar Boogie Shuffle" | 10 |
| 1959 | "Nashville Boogie"      | 29 |
| 1960 | "Big Beat Boogie"       | 37 |
| 1960 | "Twelfth Street Rag"    | 47 |
| 1960 | "Apache"                | 24 |
| 1960 | "Sorry Robbie"          | 28 |
| 1961 | "Ginchy"                | 35 |
| 1961 | "Mr Guitar"             | 47 |

### Álbumes
- BUY026: Kingsize Guitar
- 35/101: Honky Tonk Guitar

#### Sencillos
- DB 3264: "April In Paris" / "Everything I Have Is Yours" ["With Max Jaffa"] 78 (Columbia: 1953)
- DB 3343: "Dancing Duck" / "Golden Violins" ["With Max Jaffa"] 78 (1953)
- DB 3484: "Petite Ballerina" / "Sally" ["With Max Jaffa"] 78 (1954)
- R 4113: "Stranger Than Fiction" / "China Boogie" 78 (Parlophone: 1956)
- R 4178: "The Boy With The Magic Guitar" / "Flannel Foot" 78 (1957)
- R 4256: "Theme From ITV’s 64,000 Question" / "Twilight Time" 78 (1957)
- R 4315: "Soho Fair" / "Jolly Gigolo" 78 (1957)
- R 4381: "Play That Big Guitar" / "Quiet Quiet Shh!" 78 (1957)
- R 4446: "Big Note Blues" / "Rippling Tango" 78 (1958)
- SAG 2906: "Fifi" / "Cat On A Hot Tin Roof" ["As The Rag Pickers"] 78 (Saga: 1959)
- JAR-117: "Guitar Boogie Shuffle" / "Bert's Boogie" 7"/78 (Top Rank: 1959)
- JAR-121: "Sing Little Birdie - Quickstep" / "The Lady is a Tramp - Quickstep" 7"/78 (1959)
- JAR-122: "Petite Fleur - Slow Foxtrot" / "My Happiness - Slow Foxtrot" 7"/78 (1959)
- JAR-123: "Charmaine - Waltz" / "It's Time to Say Goodnight - Waltz" 7"/78 (1959)
- JAR-136: "Teenage Guitar" / "Blue Guitar" 7"/78 (1959)
- JAR-210: "Jealousy - Tango / "Tango Tango" 7"/78 (1959)
- JAR-211: "Stardust - Slow Foxtrot" / "Summertime - Slow Foxtrot" 7"/78 (1959)
- JAR-221: "Nashville Boogie" / "King Size Guitar" 7"/78 (1959)
- JAR-300/TRS-1523: "Big Beat Boogie" / "Theme from a Summer Place" 7" (1960)
- JAR-360: "Twelfth Street Rag" / "Querida" 7" (1960)
- JAR-415: "Apache" / "Lonely Guitar" 7" (1960)
- JAR-517: "Sorry Robbie" / "Easy Beat" 7" (1960)
- JAR-537: "Ginchy" / "Yearning" 7" (1961)
- JAR-559: "Mr Guitar" / "Eclipse" 7" (1961)
- JAR-582: "Ghost Train" / "Fury" 7" (1961)
- JKP3008: "Weedon Winners" EP
- POP 946: "China Doll" / "Red Guitar" 7" (HMV: 1961)
- POP 989: "Twist A Napoli" / "Twist Me Pretty Baby" 7" (1962)
- POP 1043: "Some Other Love" / "Tune For Two" 7" (1962)
- POP 1077: "South Of The Border" / "Poinciana 7 (1962)
- POP 1141: "Night Cry" / "Charlie Boy" 7" (1963)
- POP 1216: "Dark Eyes" / "Black Jackets" 7" (1963)
- POP 1248: "It Happened In Monterey" / "Lonely Nights" 7" (1964)
- POP 1302: "Gin Mill Guitar" / "Can’t Help Falling In Love 7" (1964)
- POP 1355: "Tokyo Melody" / "Theme From ‘Limelight’" 7" (1964)
- POP 1381: "Twelve String Shuffle" / "Colour Him Folky" 7" (1965)
- POP 1485: "High Stepping" / "East Meets West" 7" (1965)
- POP 1535: "Kick Off" / "MacGregor’s Leap" 7" (1966)
- POP 1592: "Stranger Than Fiction" / "Malaguena" 7" (1967)
- GRS 1015: "Watch Your Step" / "Safe and Sound" ["As The Bert Weedon Quartet with Roy Edwards Vocal"] 7" (Grosvenor: ND)
- 6007 012: "Rockin’ At The Roundhouse" / "40 Miles of Bad Road" 7" (Polydor: 1970)
- 2058 832: "Rocking Guitar: (a) Guitar Boogie Shuffle/(b) See You Later Alligator/(c) What’d I Say/(d) Shake Rattle and Roll/ (e) Blue Suede Shoes/ (d) Rock Around The Clock" [medley] / "Bella Ciao" 7" (Polydor: 1977)
- 2058 891: "Blue Echoes" / "Romance" 7" (Polydor: 1977)
- ACS2: "Kisses in Spring" / "Plaisir D’amour" 7" (Celebrity: ND)
- OOSP 405: "Theme From Gallipoli" / "Blue Echoes" 7" (Polydor: 1977)
- POSP 41: "Cavatina" / "Song for Anna" ["As Savillia"] 7" (Polydor: 1979)